# Mikhail Gabyshev
Mikhail Gabyshev (en kazajo: Михаил Вячеславович Габышев; Öskemen, 2 de enero de 1990) es un futbolista kazajo que juega en la demarcación de defensa para el FC Yelimay de la Liga Premier de Kazajistán.

## Selección nacional
Tras jugar con la selección de fútbol sub-21 de Kazajistán, hizo su debut con la selección absoluta el 4 de junio de 2021 en un partido amistoso contra Macedonia del Norte que finalizó con un resultado de 4-0 a favor del combinado macedonio tras los goles de Ezgjan Alioski, Ivan Tričkovski, Milan Ristovski, y Darko Churlinov.

## Clubes
| Club                  | País       | Año       | Partidos | Goles |
| --------------------- | ---------- | --------- | -------- | ----- |
| FC Vostok             | Kazajistán | 2009-2011 | 35       | 2     |
| FC Shakhter Karagandy | Kazajistán | 2012-2018 | 124      | 8     |
| FC Caspiy             | Kazajistán | 2019      | 9        | 0     |
| FC Atyrau             | Kazajistán | 2019-2020 | 10       | 0     |
| FC Caspiy             | Kazajistán | 2020-2021 | 15       | 0     |
| FC Shakhter Karagandy | Kazajistán | 2021-2022 | 45       | 4     |
| FC Astana             | Kazajistán | 2022-2023 | 23       | 1     |
| FC Yelimay            | Kazajistán | 2024-     | 6        | 0     |